# Junior Burrough
Thomas Harold Burrough, detto Junior (Charlotte, 18 gennaio 1973), è un ex cestista statunitense.

## Carriera
È stato selezionato dai Boston Celtics al secondo giro del Draft NBA 1995 (33ª scelta assoluta).

## Palmarès
- Campione NIT (1992)